# 금방망이속
금방망이속(Senecio)은 국화과 금방망이족에 속하는 속씨식물 속이다. 라틴어 학명(Senecio)은 "옛날 사람"을 의미한다. 전통적인 분류학에서 가장 큰 속씨식물 속의 하나로 약 1250여 종을 포함하고 있다.

## 일부 종
- 쑥방망이 (S. argunensis)
- 은월 (S. haworthii)
- 가는잎금방망이 (S. inaequidens)
- 금방망이 (S. nemorensis)
- 천초 (S. radicans)
- 녹영 (S. rowleyanus)
- 양재금방망이 (S. scandens)
- 개쑥갓 (S. vulgaris)